# Heterophleps triguttaria
Heterophleps triguttaria là một loài bướm đêm trong họ Geometridae.